# Shashe-Mooke
Shashe-Mooke är en ort (village) i distriktet Central i östra Botswana. 